# Claire's

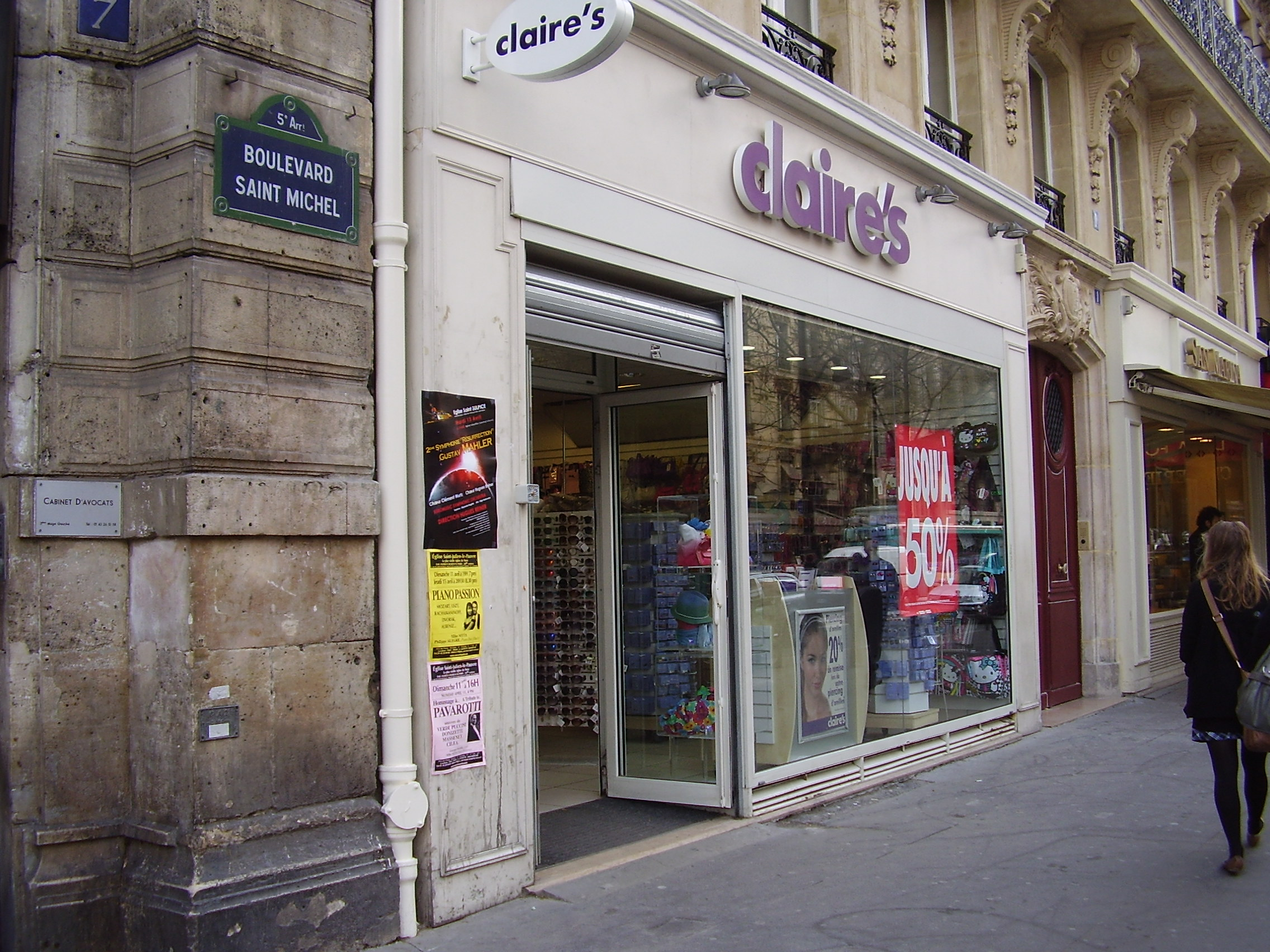
Un magasin de Claire's - Boulevard Saint-Michel, Paris 5e

Claire’s Stores, Inc. est une chaîne de magasins américaine spécialisée dans la vente d'accessoires de mode, principalement des bijoux fantaisie. De plus, ils sont spécialisés dans le perçage des oreilles au pistolet perce-oreille. Claire's a son siège social à Hoffman Estates, en banlieue de Chicago (Illinois). Il est également possible d'y acheter du maquillage, des accessoires, des colliers, des housses ou coque de portable.
En mars 2007, Apollo annonce un achat à effet de levier de 3,1 milliards de dollars sur la chaîne de bijouterie Claire's Stores,.